# Anna Erra i Solà
Anna Erra i Solà   (Vic, 7 d'octubre de 1965) és una mestra i política catalana que va exercir com a presidenta del Parlament de Catalunya entre el 9 de juny de 2023 i el 10 de juny de 2024. També és diputada a la cambra per Junts per Catalunya. Entre 2015 i 2023 fou alcaldessa de Vic.

## Biografia
Llicenciada en Geografia i Història a la Universitat de Barcelona i diplomada en Magisteri a la Universitat de Vic, durant més de vint anys va treballar com a professora al col·legi Sant Miquel dels Sants de Vic. Ha estat coautora de diversos llibres de text de secundària de Ciències Socials.

### Trajectòria municipal
Entre els anys 2007 i 2015, Erra va ser regidora de diferents competències com ara Educació, Cultura, Comerç i Turisme, a banda de presidir l'àrea Social de l'Ajuntament de Vic des del 2007 fins al 2011, amb Josep Maria Vila d’Abadal i Serra com a alcalde.
En les eleccions municipals de 2015, surt escollida alcaldessa de Vic gràcies a un pacte de govern CiU-PSC, convertint-se en la primera alcaldessa de la ciutat i en el primer càrrec de CDC a la ciutat de Vic. Per fer-ho, va pactar amb l’únic regidor del PSC, Benjamí Dòniga, trencant amb ERC, soci en l'anterior mandat. Un any després, va aconseguir més estabilitat al govern municipal, pactant amb els ecosocialistes Vic per a Tots. A les eleccions municipals de 2019 va confirmar el seu lideratge, obtenint una majoria absoluta, 11 escons de 21 possibles. El juny de 2022 va anunciar que no es presentaria com a alcaldable a les eleccions municipals de 2023, cedint el lloc a Albert Castells, qui va guanyar amb un 29% dels vots.
Com a alcadessa, també fou presidenta del patronat de la Fundació Universitària Balmes (FUB), titular de la Universitat de Vic – Universitat Central de Catalunya.

### Trajectòria al Parlament
El 2017 va anar a les llistes de Junts per Catalunya per Barcelona a les Eleccions al Parlament de Catalunya de 2017. El 19 de juny de 2018, Erra va prendre possessió com a diputada, després que Isabel Ferrer renunciés a l'escó, en ser aquesta última nomenada directora general de Protecció Civil.
Des del 9 d'agost del 2020 és vicepresidenta i responsable de relacions institucionals de Junts per Catalunya.
Després de la inhabilitació de Laura Borràs, el 9 de juny de 2023 fou investida Presidenta del Parlament de Catalunya. En el seu discurs d'investidura, va dir: "Defensaré la sobirania del Parlament de Catalunya per damunt de tot".
El 2024 es presenta a les eleccions al Parlament de Catalunya com a 4a a la llista per Barcelona de Junts, després de Puigdemont, Anna Navarro i Josep Rull.
Des d'octubre de 2024 és la responsable de polítiques educatives del seu partit.

## Vida privada
En l'àmbit personal, ha estat vinculada al Club Bàsquet Vic on hi ha jugat 9 anys. També és sòcia d'Òmnium Cultural. Està casada i té tres fills.